# Юрченко, Борис Трофимович
Бори́с Трофи́мович Ю́рченко (07 апреля 1937 — 26 февраля 2010) — советский и российский фотожурналист, лауреат Пулитцеровской премии (1992) в составе коллектива Associated Press и конкурса World Press Photo.

## Биография
Начинал работать в Агентстве печати «Новости», затем стал штатным фотографом агентства «Ассошиэйтед Пресс», в котором проработал двадцать три года.
Лауреат Пулитцеровской премии вместе с Александром Земляниченко за репортаж об августовском путче 1991 года и обладатель других многочисленных профессиональных наград. Его снимки были опубликованы на обложках журналов Time и Newsweek.